# Leštane (Gora)
Pour l’article homonyme, voir Leštane.
Leshtan en albanais et Leštane en serbe latin (en serbe cyrillique : Лештане) est une localité du Kosovo située dans la commune/municipalité de Dragash/Dragaš et dans le district de Prizren/Prizren. Selon le recensement de 2011, elle compte 783 habitants.
Selon le découpage administratif de la Serbie, la localité fait partie de la municipalité de Gora.

## Démographie

### Évolution historique de la population dans la localité
| 1948 | 1953 | 1961 | 1971 | 1981 | 1991 | 2011 |
| ---- | ---- | ---- | ---- | ---- | ---- | ---- |
| 537  | 493  | 513  | 658  | 758  | 679  | 783  |

|  |

### Répartition de la population par nationalités (2011)
En 2011, les Gorans représentaient 69,09 % de la population et les Bosniaques 22,98 %.